# Blankensee (Vorpommern)
Blankensee ist eine Gemeinde des Amtes Löcknitz-Penkun im Landkreis Vorpommern-Greifswald in Mecklenburg-Vorpommern.

## Geographie
Am Südrand der Ueckermünder Heide, direkt an der Grenze zur Republik Polen liegt die Gemeinde Blankensee mit dem Ortsteil Pampow (Eingemeindung 2004). Im Gebiet ist die Landwirtschaft vorherrschend, die Wälder sind sehr wildreich. Der in der Nähe des Ortes gelegene Obersee wird als Badesee genutzt. Der Schlosssee befindet sich im Norden der Gemeinde direkt auf der Staatsgrenze.
Umgeben wird Blankensee von den Nachbargemeinden Hintersee im Norden, Dobra im Osten, Ramin und Plöwen im Süden, Boock im Südwesten sowie Rothenklempenow im Westen.

## Gemeindegliederung
| Ortsteile - Freienstein - Pampow | Wohnplätze und Wüstungen - Am Achterfeld - Müllershöhe (Wüstung) | - Försterei Thursee - Lenzen (Wüstung) - Seeberg (Wüstung) |

Eingemeindungen
- Pampow mit Freienstein wurden am 13. Juni 2004 als ein Ortsteil nach Blankensee eingemeindet.[2]

## Geschichte

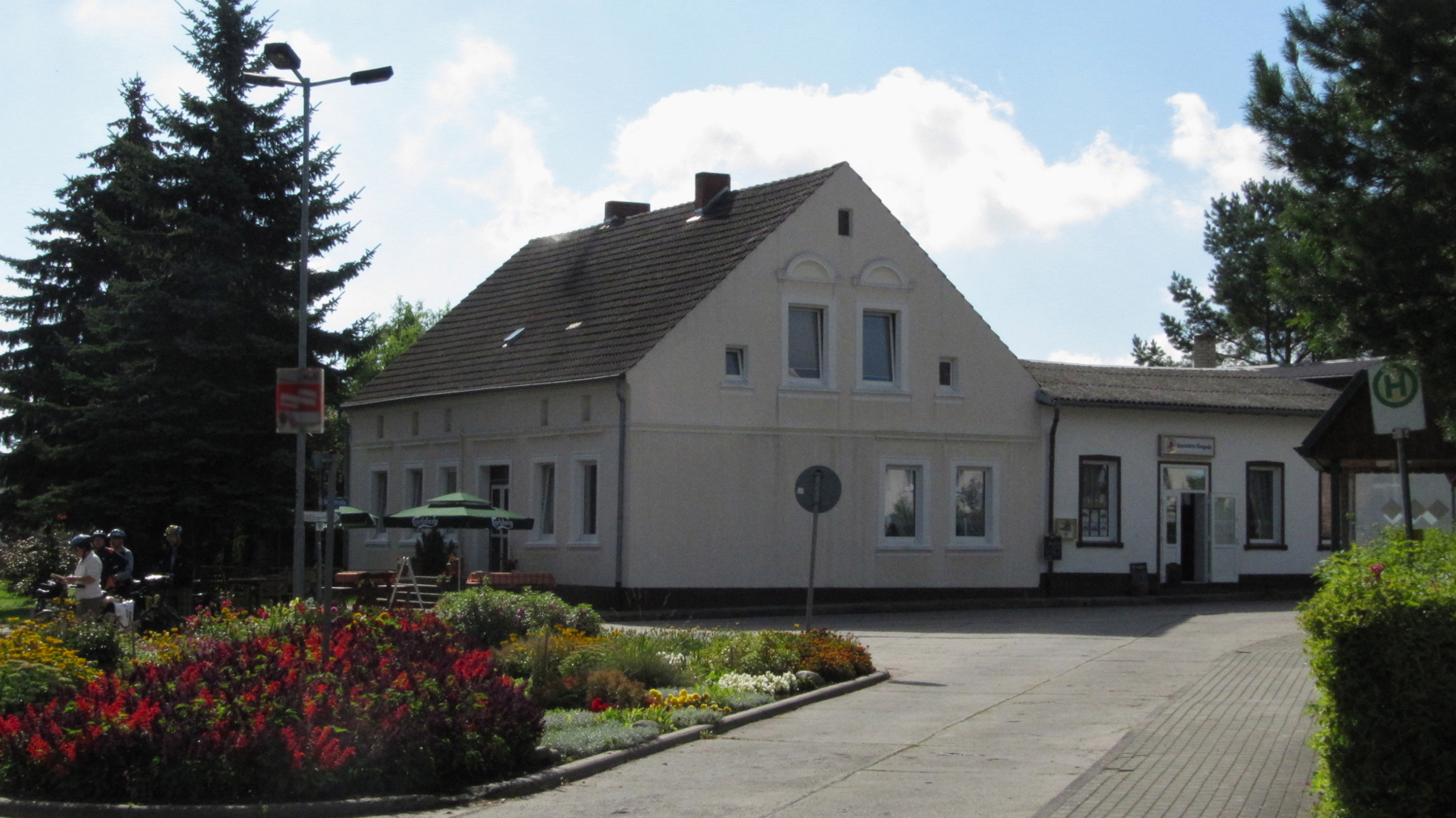
Dorfplatz mit deutsch-polnischer Gaststätte – Gospoda, 2011

Ab 1720 war Blankensee mit Böck Pertinenz zum Gut Nassenheide, das 1720 der spätere Graf Otto Gustav von Lepel kaufte. Als 1826 der letzte männliche Erbe der Lepels starb, gingen die Güter an die weibliche Linie, die mit dem Grafen von Henckel-Donnersmarck verheiratet war, damit ging der Besitz an diese Familie über.
In Blankensee steht eine über 500 Jahre alte Feldsteinkirche. Sie war vor 1945 Filialkirche im Kirchspiel Stolzenburg (polnisch Stolec). 1732 erbaute der Randower Landrat Jürgen Bernd von Ramin auf eigene Kosten in Blankensee ein Pfarrhaus und verlegte den Pfarrsitz des Kirchspiels nach hier. Bis 1937 blieb der Name Stolzenburg für das Kirchspiel erhalten, erst dann nannte es sich Stolzenburg-Blankensee. Es gehörte zum Kirchenkreis Pasewalk in der Provinzialkirche Pommern der Kirche der Altpreußischen Union. Heute ist Blankensee Filialkirche im Kirchspiel Boock im Pommerschen Evangelischen Kirchenkreis der Evangelisch-Lutherischen Kirche in Norddeutschland.
Bis zum Ende des Zweiten Weltkrieges lag einen Kilometer östlich von Blankensee der Bahnhof Nassenheide/Ziegelei der Randower Bahn. Durch die Grenzziehung von 1945 verlief die Strecke Stöven–Neuwarp teils auf polnischer, teils auf deutscher Seite. Der deutsche Anteil wurde als Reparation in die Sowjetunion verbracht.

### Einwohnerentwicklung
| Jahr | Blankensee | Pampow | Quelle |
| ---- | ---------- | ------ | ------ |
| 1900 | 567        | 641    | [ 3 ]  |
| 1925 | 545        | 584    | [ 4 ]  |
| 1933 | 574        | 592    | [ 4 ]  |
| 1939 | 582        | 557    | [ 4 ]  |
| 1990 | 412        | 383    | [ 5 ]  |
| 1995 | 379        | 353    | [ 5 ]  |

| Jahr | Blankensee | Pampow | Quelle |
| ---- | ---------- | ------ | ------ |
| 2000 | 325        | 313    | [ 5 ]  |
| 2003 | 301        | 306    | [ 5 ]  |
| 2005 | 591        | ---    | [ 5 ]  |
| 2010 | 543        | ---    | [ 5 ]  |
| 2015 | 572        | ---    | [ 6 ]  |
| 2020 | 551        | ---    | [ 7 ]  |

## Politik

### Bürgermeister
- vor 2006 bis 2012 Siegfried Dreßler
- 2012–2014 Alfons Heimer
- seit 2014 Stefan Müller

### Dienstsiegel
Die Gemeinde verfügt über kein amtlich genehmigtes Hoheitszeichen, weder Wappen noch Flagge. Als Dienstsiegel wird das kleine Landessiegel mit dem Wappenbild des Landesteils Vorpommern geführt. Es zeigt einen aufgerichteten Greifen mit aufgeworfenem Schweif und der Umschrift „GEMEINDE BLANKENSEE * LANDKREIS VORPOMMERN-GREIFSWALD“.

## Sehenswürdigkeiten
- Spätmittelalterliche Dorfkirche in Blankensee als sanierungsbedürftige Feldsteinkirche mit verbrettertem, westlichen Dachreiter mit geschwungener Haube.
- Nicht sanierte Gutsanlage in Freienstein

## Verkehrsanbindung

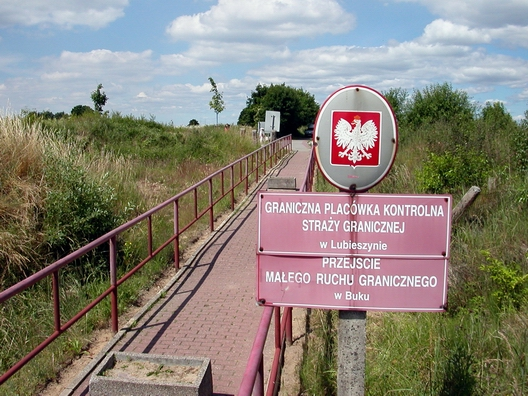
Grenzübergang Buk-Blankensee (2005)

Südlich von Blankensee verläuft die Bundesstraße 104 von Pasewalk nach Szczecin. Von Löcknitz oder Grambow aus bestehen Bahnanschlüsse. Seit 1996 gibt es zwischen dem polnischen Buk (Böck) und Blankensee eine Grenzübergangsstelle, die bis Sommer 2014 nur Fußgängern und Radfahrern vorbehalten war. Seitdem wurde der Grenzübergang ausgebaut und ist nun auch für Autos nutzbar.

## Söhne und Töchter des Ortes
- Eduard Otto Spangenberg (1813–1886), Landrat des Landkreises Trier, Mitglied des Preußischen Abgeordnetenhauses
- Kurt Bernheiden (1927–2017), Agraringenieur und Politiker (NDPD), Mitglied der Volkskammer